# Brännbergstjärnen (Nederkalix socken, Norrbotten)
Brännbergstjärnen är en sjö i Kalix kommun i Norrbotten och ingår i Sangisälvens huvudavrinningsområde. Sjöns area är 0,01 kvadratkilometer och den är belägen 66 meter över havet.